# Josh Anderson (hockey sur glace)
Pour les articles homonymes, voir Josh Anderson et Anderson.
Joshua Anderson (né le 7 mai 1994 à Burlington dans la province d'Ontario au Canada) est un joueur professionnel canadien de hockey sur glace. Il évolue au poste d'ailier droit.

## Biographie
Repêché au 95e rang par les Blue Jackets de Columbus lors du repêchage d'entrée dans la LNH 2012 alors qu'il évoluait avec les Knights de London dans la Ligue de hockey de l'Ontario, il joue sa première saison professionnelle en 2014-2015 avec les Falcons de Springfield dans la Ligue américaine de hockey. Il fait ses débuts dans la Ligue nationale de hockey lors de cette même saison avec les Blue Jackets et joue six parties. Il remporte la Coupe Calder en 2016 avec les Monsters du lac Érié, nouveau club-école des Blue Jackets.
Le 6 octobre 2020, il est échangé aux Canadiens de Montréal en retour de Max Domi et d'un choix de 3e tour en 2020. Le directeur général du Canadien, Marc Bergevin, a accordé à l'attaquant un contrat de sept saisons avec un salaire annuel moyen de 5,5 millions $. Ce contrat d'une valeur totale de 38,5 millions $ est survenu un peu plus de 48 heures après l'acquisition d'Anderson.
Après avoir cumulé cinq points dans les 12 premiers matchs de la saison 2022-2023, Anderson est suspendu deux matchs pour avoir donné de la bande à Alex Pietrangelo, défenseur des Golden Knights de Vegas. Cette suspension est d'ailleurs sa première en carrière dans la LNH.
Lors de la saison 2024-2025, Josh Anderson atteint le plateau des 600 matchs, dont 333 ont été disputé avec les Canadiens de Montréal.

## Vie privé
Même s'il est originaire de Burlington en Ontario, sa famille et lui sont partisans des Canadiens de Montréal depuis la première heure. Peter Mahovlich, ancien joueur des Canadiens, est son grand-oncle.

## Statistiques

### En club
| Saison     | Équipe                   | Ligue      |     | Saison régulière | Saison régulière | Saison régulière | Saison régulière | Saison régulière |   | Séries éliminatoires | Séries éliminatoires | Séries éliminatoires | Séries éliminatoires | Séries éliminatoires |
| Saison     | Équipe                   | Ligue      | PJ  | B                | A                | Pts              | Pun              | PJ               | B | A                    | Pts                  | Pun                  |                      |                      |
| 2010-2011  | Cougars de Burlington    | OJHL       | 4   | 0                | 2                | 2                | 0                | 1                | 0 | 0                    | 0                    | 0                    |                      |                      |
| 2011-2012  | Knights de London        | LHO        | 64  | 12               | 10               | 22               | 34               | 19               | 2 | 3                    | 5                    | 4                    |                      |                      |
| 2012-2013  | Knights de London        | LHO        | 68  | 23               | 26               | 49               | 77               | 19               | 1 | 2                    | 3                    | 23                   |                      |                      |
| 2013-2014  | Knights de London        | LHO        | 59  | 27               | 24               | 51               | 81               | 9                | 5 | 4                    | 9                    | 14                   |                      |                      |
| 2014-2015  | Falcons de Springfield   | LAH        | 52  | 7                | 10               | 17               | 76               | -                | - | -                    | -                    | -                    |                      |                      |
| 2014-2015  | Blue Jackets de Columbus | LNH        | 6   | 0                | 1                | 1                | 2                | -                | - | -                    | -                    | -                    |                      |                      |
| 2015-2016  | Monsters du lac Érié     | LAH        | 58  | 18               | 21               | 39               | 108              | 15               | 7 | 5                    | 12                   | 24                   |                      |                      |
| 2015-2016  | Blue Jackets de Columbus | LNH        | 12  | 1                | 3                | 4                | 2                | -                | - | -                    | -                    | -                    |                      |                      |
| 2016-2017  | Blue Jackets de Columbus | LNH        | 78  | 17               | 12               | 29               | 89               | 5                | 1 | 1                    | 2                    | 2                    |                      |                      |
| 2017-2018  | Blue Jackets de Columbus | LNH        | 63  | 19               | 11               | 30               | 42               | 6                | 1 | 2                    | 3                    | 21                   |                      |                      |
| 2017-2018  | Monsters de Cleveland    | LAH        | 1   | 0                | 0                | 0                | 0                | -                | - | -                    | -                    | -                    |                      |                      |
| 2018-2019  | Blue Jackets de Columbus | LNH        | 82  | 27               | 20               | 47               | 60               | 10               | 1 | 2                    | 3                    | 22                   |                      |                      |
| 2019-2020  | Blue Jackets de Columbus | LNH        | 26  | 1                | 3                | 4                | 17               | -                | - | -                    | -                    | -                    |                      |                      |
| 2020-2021  | Canadiens de Montréal    | LNH        | 52  | 17               | 7                | 24               | 38               | 22               | 5 | 1                    | 6                    | 12                   |                      |                      |
| 2021-2022  | Canadiens de Montréal    | LNH        | 69  | 19               | 13               | 32               | 65               | -                | - | -                    | -                    | -                    |                      |                      |
| 2022-2023  | Canadiens de Montréal    | LNH        | 69  | 21               | 11               | 32               | 72               | -                | - | -                    | -                    | -                    |                      |                      |
| 2023-2024  | Canadiens de Montréal    | LNH        | 78  | 9                | 11               | 20               | 74               | -                | - | -                    | -                    | -                    |                      |                      |
| 2024-2025  | Canadiens de Montréal    | LNH        | 81  | 15               | 12               | 27               | 90               | 5                | 0 | 1                    | 1                    | 20                   |                      |                      |
| Totaux LNH | Totaux LNH               | Totaux LNH | 616 | 146              | 104              | 250              | 551              | 48               | 8 | 7                    | 15                   | 77                   |                      |                      |

### En équipe nationale
| Année | Compétition                 |   | PJ | B | A | Pts | Pun      |  | Résultat |
| 2014  | Championnat du monde junior | 7 | 1  | 0 | 1 | 0   | 4e place |  |          |

## Trophées et honneurs personnels

### LHO
- 2011-2012 : champion de la Coupe J.-Ross-Robertson avec les Knights de London
- 2012-2013 : champion de la Coupe J.-Ross-Robertson avec les Knights de London

### LAH
- 2015-2016 : champion de la Coupe Calder avec les Monsters du lac Érié